# كريستين هارجريفز
كريستين هارجريفز (بالإنجليزية: Christine Hargreaves)‏ هي ممثلة بريطانية، ولدت في 22 مارس 1939 في لندن في المملكة المتحدة، وتوفي بنفس المكان في 12 أغسطس 1984.

## وصلات خارجية
- كريستين هارجريفز على موقع IMDb (الإنجليزية)
- كريستين هارجريفز على موقع قاعدة بيانات الفيلم (الإنجليزية)